# Canal Voskressensky
 (décembre 2019).
Le canal Voskressensky (de la Résurrection) est un canal du centre de Saint-Pétersbourg allant de la rivière Fontanka à la rivière Moïka. 

## Histoire
Il a été creusé lors de la construction du château Mikhaïlovski en 1797-1800, le long de sa façade sud. Il avait une source de la rivière Fontanka, reliée aux étangs du jardin Mikhaïlovski, puis s’écoulait dans la rivière Moïka par un tuyau en brique. Il était navigable et avait des remblais en pierre et une grille en fonte conçue par l'ingénieur Pierre-Dominique Bazaine. 
En 1879-1882, il fut bombardé. Tous les ponts et tuyaux en pierre et en fonte sont préservés dans le sol. En 2003, le système hydraulique et les ouvrages d'art ont été partiellement restaurés. 

## Curiosités
- Des ponts ont été jetés à travers le canal : 
  - 2e pont technique
  - Pont Triple ou Tripartite (en granit, avant d'entrer dans le château)
- Château Mikhailovski (des Ingénieurs)

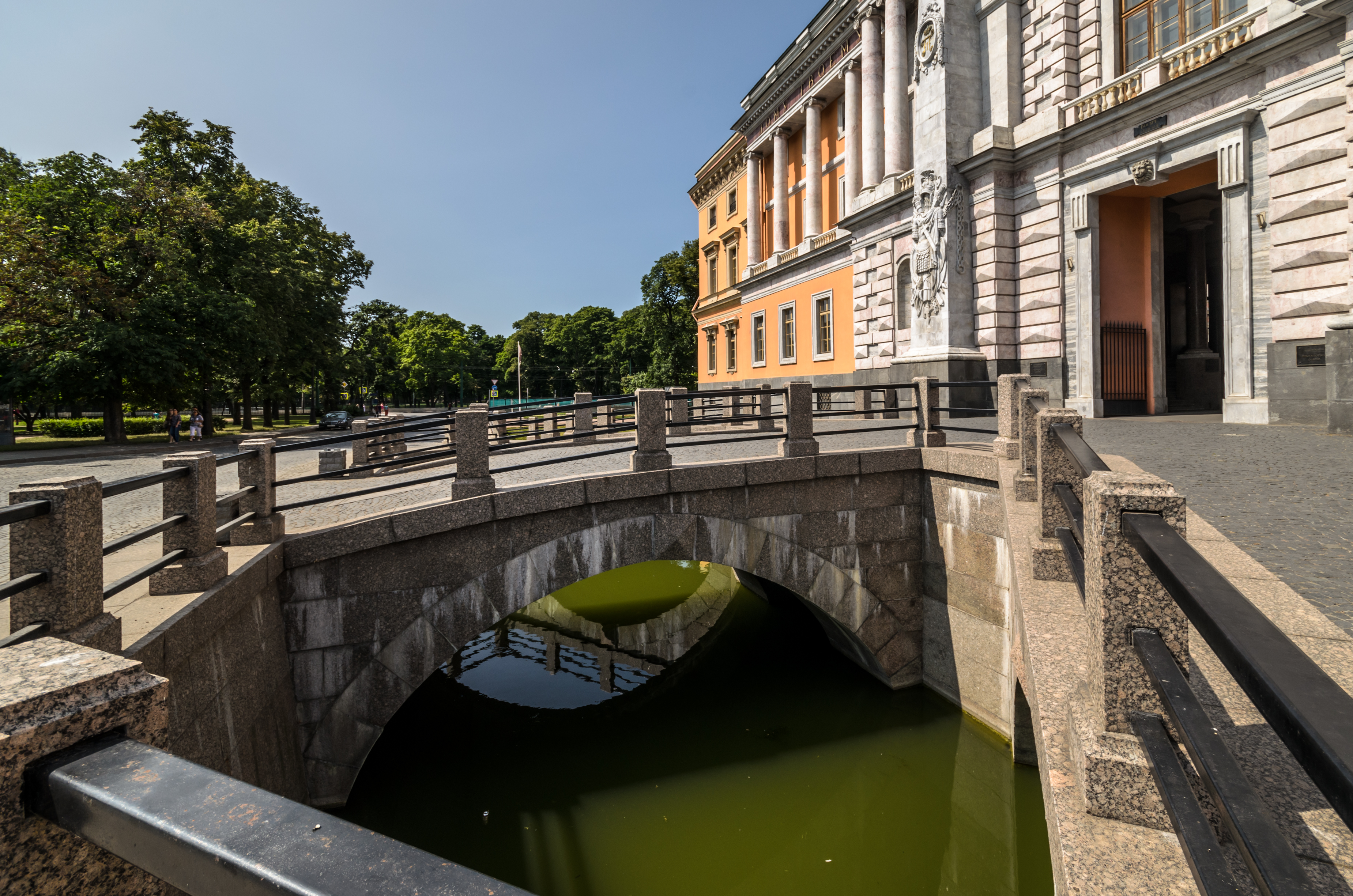
Pont Triple ou Tripartite
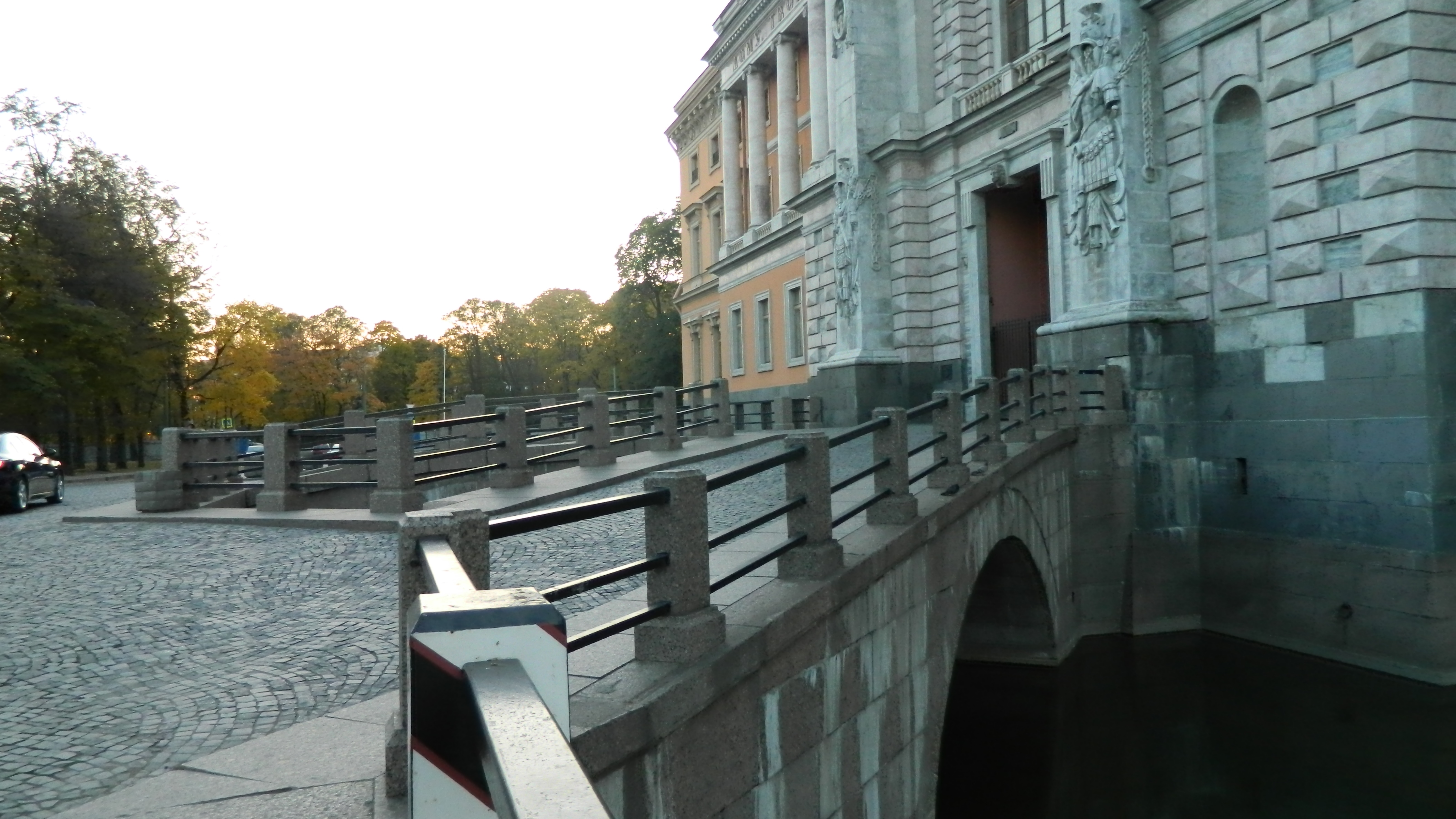